# Riverdale (Califòrnia)
Riverdale és una concentració de població designada pel cens del Comtat de Fresno a l'estat de Califòrnia (EUA).

## Demografia
Segons el cens del 2000 tenia 2.416 habitants. Segons el cens del 2000, Riverdale tenia 2.416 habitants, 728 habitatges, i 599 famílies. La densitat de població era de 232,6 habitants/km².
Dels 728 habitatges en un 46,6% hi vivien nens de menys de 18 anys, en un 66,9% hi vivien parelles casades, en un 12,2% dones solteres, i en un 17,6% no eren unitats familiars. En el 15,4% dels habitatges hi vivien persones soles el 7,7% de les quals corresponia a persones de 65 anys o més que vivien soles. El nombre mitjà de persones vivint en cada habitatge era de 3,31 i el nombre mitjà de persones que vivien en cada família era de 3,68.
Per edats la població es repartia de la següent manera: un 35,6% tenia menys de 18 anys, un 10,3% entre 18 i 24, un 24,9% entre 25 i 44, un 18,5% de 45 a 60 i un 10,6% 65 anys o més.
L'edat mediana era de 28 anys. Per cada 100 dones de 18 o més anys hi havia 92 homes.
La renda mediana per habitatge era de 29.886 $ i la renda mediana per família de 31.667 $. Els homes tenien una renda mediana de 26.458 $ mentre que les dones 18.417 $. La renda per capita de la població era de 12.568 $. Entorn del 21% de les famílies i el 26,5% de la població estaven per davall del llindar de pobresa.

## Poblacions properes
El següent diagrama mostra les poblacions més properes.